# Marietta (geslacht)
Marietta is een geslacht van vliesvleugeligen uit de familie Aphelinidae. De wetenschappelijke naam van dit geslacht is voor het eerst geldig gepubliceerd in 1863 door Motschulsky.

## Soorten
Het geslacht Marietta omvat de volgende soorten:
- Marietta albocephala Hayat, 1986
- Marietta asaphia Annecke & Insley, 1972
- Marietta busckii (Howard, 1907)
- Marietta caridei (Brèthes, 1918)
- Marietta carnesi (Howard, 1910)
- Marietta connecta Compere, 1936
- Marietta dozieri Hayat, 1986
- Marietta ghesquieri Yasnosh, 1973
- Marietta graminicola Timberlake, 1925
- Marietta hispida Annecke & Insley, 1972
- Marietta intermedia Annecke & Insley, 1972
- Marietta karakalensis Myartseva, 1995
- Marietta leopardina Motschulsky, 1863
- Marietta marchali Mercet, 1929
- Marietta mexicana (Howard, 1895)
- Marietta montana Myartseva & Ruíz-Cancino, 2001
- Marietta nebulosa Annecke & Insley, 1972
- Marietta picta (André, 1878)
- Marietta pulchella (Howard, 1881)
- Marietta taeniola Annecke & Insley, 1972
- Marietta timberlakei Hayat, 1986